# STS-115
STS-115 (ISS-12A) e сто и шестнадесетата мисия на НАСА по програмата Спейс шатъл, двадесет и седми полет на совалката Атлантис, полет 12А (19-и на совалката) към Международната космическа станция (МКС).

## Екипаж
| Пост                    | Астронавт                                          |
| ----------------------- | -------------------------------------------------- |
| Командир                | Брент Джет четвърти космически полет               |
| Пилот                   | Кристофър Фергюсън първи космически полет          |
| Специалист на мисията 1 | Джоузеф Танър четвърти космически полет            |
| Специалист на мисията 2 | Даниел Бърбенк втори космически полет              |
| Специалист на мисията 3 | Хайдемари Стефанишин-Пайпър първи космически полет |
| Специалист на мисията 4 | Стивън Маклейн (CSA) втори космически полет        |

Екипажът е намален от 7 на 6 души заради голямата тежест на полезния товар (около 17 тона).

## Полетът
Това е втората мисия по продължаване строителството на МКС след повече от 3-годишното прекъсване на полетите, предизвикано от катастрофата на совалката „Колумбия“. Основната цел на мисия STS-115 е доставка в орбита и монтаж на място на Ферми P3 и Р4 в орбита. Те са част от левия сегмент на фермовата конструкция на МКС върху които се намират слънчеви панели (2A и 4A) и обслужващите ги акумулаторни батерии. Това значително ще увеличи количеството електроенергия за провеждане на научни експерименти на станцията.
В случай на повреда на совалката „Атлантис“ при старта и невъзможност за нейното безопасно завръщане на Земята, се предвиждало екипажът да остане на МКС и да дочака спасителната експедиция (STS-301), която ще се проведе със совалката Дискавъри на 11 ноември. Тази мярка е предвидена в съответствие с препоръките на комисията, която провеждала разследването на обстоятелствата около катастрофата на совалката „Колумбия“.

## Параметри на мисията
- Перигей: 227 км
- Апогей: 157 км
- Инклинация: 51,6°
- Орбитален период: 91.6 мин

Скачване с „МКС“
- Скачване: 11 септември 2006, 10:48 UTC
- Разделяне: 17 септември 2006, 12:50 UTC
- Време в скачено състояние: 6 денонощия, 2 часа, 2 минути.

### Космически разходки
| № | Участници                                   | Начало                      | Край                        | Продължителност  |
| - | ------------------------------------------- | --------------------------- | --------------------------- | ---------------- |
| 1 | Джоузеф Танър и Хайдемари Стефанишин-Пайпър | 12 септември 2006 09:17 UTC | 12 септември 2006 15:43 UTC | 6 часа 26 минути |
| 2 | Даниел Бърбенк и Стивън Маклейн             | 13 септември 2006 09:05 UTC | 13 септември 2006 16:16 UTC | 7 часа 11 минути |
| 3 | Джоузеф Танър и Хайдемари Стефанишин-Пайпър | 15 септември 2006 09:15 UTC | 15 септември 2006 15:35 UTC | 6 часа 20 минути |

Това са съответно 68, 69 и 70-о излизане в открития космос, свързано с МКС и 41, 42 и 43-то непосредствено от МКС, 23-то от американския модул Куест в американски скафандри. Стивън Маклейн е вторият канадец, излязъл в открития космос.

## Галерия
- Стартът на совалката
- Ферми Р3 и Р4 в товарния отсек на совалката
- Скачената за МКС совалка
- Астронавтът Джоузеф Танър по време на първата си космическа разходка
- Прехвърлянето на фермите от манипулатора на совалката на манипулатора на станцията
- Приземяването на совалката
- Друг момент от приземяването